# Det är ni som e dom konstiga det är jag som e normal
Det är ni som e dom konstiga det är jag som e normal är ett rockalbum av Joakim Thåström som släpptes 20 oktober 1999. Det var det första soloalbumet Thåström släppte efter att Peace Love & Pitbulls splittrats, och det är den första skivan där Thåström sjöng på svenska på åtta år. På LP-versionen finns även "...Som flugor" och "Keops pyramid" i liveversioner.
Albumet nådde, som första soloalbum av Thåström, förstaplatsen på den svenska albumlistan.
För albumet fick han även Rockbjörnen i kategorin "Årets svenska skiva".

## Låtlista
| Nr  | Titel                 | Längd | Notering                         |
| --- | --------------------- | ----- | -------------------------------- |
| 1.  | Från himlen sänt      | 4.26  |                                  |
| 2.  | En vacker död stad    | 3.14  |                                  |
| 3.  | Hjärter dam           | 4.11  | Singel                           |
| 4.  | ...Ingen neråtsång    | 5.53  | Finns även i en akustisk version |
| 5.  | Två + två             | 4.28  | Singel                           |
| 6.  | Städer när jag blöder | 4.46  | Singel med Saska och Petter      |
| 7.  | Suverän               | 4.39  |                                  |
| 8.  | Precis som ni         | 4.54  |                                  |
| 9.  | Ingenting gör mig     | 3.39  | Finns även i en akustisk version |
| 10. | Psalm #99             | 3.05  |                                  |

## Medverkande
- Joakim Thåström - Sång, gitarr, orgel, bas
- Jörgen Wall - Trummor
- Heikki Kiviaho - Bas
- Chips Kiesbye - Gitarr
- Henrik af Ugglas - Orgel
- Mikael Vestergren - Gitarr
- Mikael Herrström - Gitarr, bakgrundssång
- Johan Reivén - Bas, trummor
- Tomas Brandt - Gitarr
- Henryk Lipp - Mellotron, synth, programmering
- Lotta Johansson - Fiol
- Link Hermansson - Viktor

### Fotnoter
1. ↑  Aftonbladet, 14 oktober 1999. Läst 23 april 2020.
2. ↑  ”Aftonbladet”. 26 februari 2000. http://wwwc.aftonbladet.se/noje/special/rockbjorn00/gamla.html. Läst 1 maj 2011.